# نازی پایکیدزه
نازی پایکیدزه (گرجی: ნაზი პაიკიძე؛ زادهٔ ۲۷ اکتبر ۱۹۹۳) یک شطرنج‌باز اهل گرجستان-ایالات متحده آمریکا است.

## حرفه شطرنج

### تحریم مسابقات قهرمانی شطرنج زنان ۲۰۱۷ در تهران
نازی پایکیدزه در اکتبر ۲۰۱۶ اعلام کرد که قصد دارد مسابقات قهرمانی شطرنج زنان ۲۰۱۷ در تهران را به علت قوانین حجاب اجباری تحریم کند.